# Невидимі жінки: як вижити у світі, де навіть цифри брешуть на користь чоловіків
«Невидимі жінки: як вижити у світі, де навіть цифри брешуть на користь чоловіків» (англ. Invisible Women: Exposing Data Bias in a World Designed for Men) — світовий нонфікшн бестселер британської письменниці-феміністки Керолайн Кріадо Перес 2019 року. У книжці агрегуються приклади гендерних зсувів у зборі великих даних та описується негативний вплив таких явищ на жінок. Книга здобула широку міжнародну аудиторію і перекладена багатьма мовами, українською вийшла в 2021 році у видавництві Віват.

## Реакція
Книга здобула премію Лондонського королівського товариства Insight Investment Science Book Prize і нагороду Financial Times та McKinsey Business Book of the Year 2019 року. Загалом отримала позитивні відгуки у великих виданнях.
Британська письменниця Корделія Файн і Віктор Соджо описують цю книгу в «The Lancet» як «кілька захопливих тематичних досліджень — у таких різних галузях, як медицина, охорона праці та безпека, транспорт, технології, політика та допомога під час стихійних лих».
Керол Тавріс оглядала її для журналу Skeptical Inquirer Magazine, ствердивши, що «теоретичне підґрунтя цієї книжки не є новим; кожне покоління науковиць-феміністок заново відкриває спостереження Сімони де Бовуар 1949 року про те, що жінки є другою статтю», посилаючись на роботу французької філософині, що дала поштовх розвитку феміністичної науки в рамках другої хвилі фемінізму.
Анджела Сайні зробила огляд у The Guardian, назвавши її «досьє про гендерну нерівність, що вимагає термінових дій». За її словами, книга чітко пояснює, що «жінки не є меншістю. Їх більшість. Вони абсолютно всюди й були завжди. Проте, як показує Кріадо Перес, жінки повинні жити в суспільстві, побудованому навколо чоловіків. Від відсутності вуличного освітлення, необхідного, щоб ми могли почуватися в безпеці, до відсутності дитячих закладів на роботі, здається, що майже все створено для середньостатистичного білого чоловіка, який працює, та середньостатистичної білої жінки, яка сидить вдома. Її відповідь — подумати ще раз, зібрати більше даних, вивчити ці дані та запитати жінок, чого вони хочуть». Однак, пише Сайні, попри всі дані, які наводить Кріадо Перес, незрозуміло, що уряди (і, можливо, чоловіків, хоча вона цього не говорить) «має турбувати більше, ніж прогалина в даних, той величезний і здавалося б, нерозв'язний розрив, на який їм начхати».
У статті «Female Unfriendly» для журналу Literary Review письменниця-феміністка Джоан Сміт хвалить книжку як корисне читання, принаймні для тих, для кого відкриття Кріадо Перес будуть новими. «Ця книжка, яка демонструє упередженість чоловіків як у знайомих (принаймні для мене), так і в менш очевидних сценаріях, все розставляє на свої місця. Я знала, наприклад, що жінки після інфаркту почуваються гірше, тому що вони мають інші симптоми, ніж чоловіки; Кріадо Перес цитує дослідження, яке показує, що для жінок існує на 50 відсотків більше шансів поставити неправильний діагноз, оскільки вони, як правило, не мають класичного „голівудського серцевого нападу“, що починається з болю в грудях і лівій руці. Але я не усвідомлювала, що жінки також частіше отримують серйозні травми в автомобільній аварії, тому що манекени для краш-тестів традиційно розроблені так, щоб відображати „середньостатистичне“ чоловіче тіло». Сміт робить висновок, що «сукупний ефект усіх цих доказів є нищівним, навіть якщо вони підтверджують те, що більшість жінок вже знають».
Книга здобула широку міжнародну аудиторію і перекладена багатьма мовами, зокрема французькою, німецькою, голландською, італійською, іспанською, фінською, португальською, перською, шведською, ісландською, данською, грецькою, литовською, естонською, чеською, словацькою, українською, турецькою та китайською.
Українською вийшла 2021 року у видавництві Віват.